# Blade Runner
|  | Denne artikel omhandler filmen Blade Runner. For handicapatleten af samme navn se Oscar Pistorius. |
Blade Runner er en amerikansk science fiction-film fra 1982, instrueret af Ridley Scott. Manuskriptet er løseligt baseret på Philip K. Dicks roman Drømmer androider om elektriske får?. Blandt skuespillerne er Harrison Ford, Rutger Hauer, Sean Young, Edward James Olmos og Daryl Hannah. Musikken er komponeret af filmkomponisten Vangelis.
Filmen betragtes af mange som en af verdens bedste "cyberpunk"-science fiction-film og er en de største kultklassikere gennem tiderne. Blade Runner har inspireret film som Terminator, Det femte element, Gattaca og The Matrix. 
At instruktøren bag Alien fik Harrison Ford - som i 1982 var på højden som både Han Solo i Star Wars og Indiana Jones - burde have været nok til at gøre filmen til en succes; men det blev den først mange år senere. Meget skyldes, at Rocky 3 og E.T. stjal showet samme sommer. Dertil er Blade Runner meget dystopisk, og den norske Adresseavisen syntes så dårligt om den, at anmeldelsen - under overskriften Søppel på kino (= Affald i biografen) - blev trykt sammen med avisens dødsannoncer. 
Filmen fik i 2017 efterfølgeren Blade Runner 2049 instrueret af Denis Villeneuve.

## Handling
Filmen er sat i en dystopisk fremtidsversion af Los Angeles i november 2019. Byen (og tilsyneladende resten af Jorden) er plaget af forurening, overbefolkning og industrialisering, hvorfor mange har forladt planeten til fordel for rumkolonier. Kæmpekoncernen Tyrell har udviklet menneskelignende væsener (i filmen kaldt replicants eller skin-jobs) til at udføre risikabelt arbejde for menneskene. Imidlertid har en gruppe af disse gjort oprør og er flygtet til Jorden. Rick Deckard (Harrison Ford) er en blade runner, dvs. en agent, der opsporer og tilintetgør "replikanter" (syntetiske mennesker), som er på frifod og derved bryder loven.

## Er Deckard en replikant eller ej?
Det store ubesvarede spørgsmål i filmen er, om Deckard selv er en replikant eller ej. Replikanterne har periodisk røde pupiller i filmen; og Rachael (Sean Young) ses med røde pupiller, efter at det er blevet afsløret, at hun er en Nexus-6 replikant. I en senere scene vises Deckard også med røde pupiller. Ekstramaterialet på Blade Runner (5-Disc Complete Collector's Edition) er modstridende, hvorvidt røde pupiller er det afgørende bevis. Instruktør Ridley Scott har afsløret, at Rick Deckard ER en replikant.

## Filmens syv versioner
Der foreligger syv udgaver af Blade Runner:
- 1982 1. Workprint prototype version, der blev vist til nogle få publikummere i Denver og Dallas, og meget dårligt modtaget.
- 1982 2. En snigpremiere i San Diego med tre scener, der ikke findes i nogen af de andre versioner.
- 1982 3. Biografudgaven i USA med en lykkelig slutning. Den var ikke efter Scotts ønske, men studioet tvang ham til at lægge en slutscene til, hvortil Harrison Ford indlæste en forklarende voice-over. Slutscenen er ikke en gang indspillet rigtigt, men sat sammen af blandt andet ubenyttet materiale fra The Shining fra 1980. [6]
- 1982 4. Den internationale biografversion, lidt mere voldelig.
- 1986 5. Fjernsynsudgaven i USA med langt mindre vold og sex.
- 1992 6. Director's cut. Her er ingen lykkelig slutning eller forklarende voice-overs. Filmantikvaren Michael Arick udførte arbejdet efter Scotts instrukser.
- 2007 7. Final cut. Omsider fik Ridley Scott sendt filmen ud, som han havde ønsket den, med nogle voldelige scener lagt til - og ingen lykkelig slutning.

On the edge of Blade Runner fra 2000 beretter historien om filmens mange udgaver. 